# Sistematika hrskavičnjača
U Sistematici hrskavičnjača (Chondrichthyes) navedeni su svi redovi i porodice ovog razreda:
Pakoljeno Chondrichthyes
- Razred Holocephali,  Cjeloglavke
  - Red Chimaeriformes
    - Familia Callorhinchidae Garman, 1901, plugonoske
    - Familia Chimaeridae Rafinesque, 1815, Morski štakori
    - Familia Rhinochimaeridae Garman, 1901, Dugonose himere
- Razred Prečnouste (Morski psi i Ražovke) (Elasmobranchii)
  - Podrazred Neoselachii
    - Infrarazred Batoidea
      - Red Myliobatiformes
        - Familia Aetobatidae Agassiz, 1858
        - Familia Dasyatidae Jordan & Gilbert, 1879, žutuge
        - Familia Gymnuridae Fowler, 1934, leptirice
        - Familia Hexatrygonidae Heemstra & Smith, 1980, šesteroškrge raže
        - Familia Mobulidae Gill, 1893, uhani
        - Familia Myliobatidae Bonaparte, 1835, 	golubovke
        - Familia Plesiobatidae Nishida, 1990, zrakaste raže
        - Familia Potamotrygonidae Garman, 1877, slatkovodne žutuge
        - Familia Rhinopteridae Jordan & Evermann, 1896
        - Familia Urolophidae Müller & Henle, 1841, okrugle žutuge
        - Familia Urotrygonidae McEachran, Dunn & Miyake, 1996
        - Familia Zanobatidae Fowler, 1934

      - Red Rajiformes
        - Familia Anacanthobatidae von Bonde & Swart, 1923, bezbodlje raže
        - Familia Arhynchobatidae Fowler, 1934
        - Familia Gurgesiellidae de Buen, 1959
        - Familia Rajidae de Blainville, 1816, ražovke

      - Red Rhinopristiformes
        - Familia Glaucostegidae Last, Séret & Naylor, 2016
        - Familia Pristidae Bonaparte, 1835
        - Familia Rhinidae Müller & Henle, 1841
        - Familia Rhinobatidae Bonaparte, 1835, ražopsi
        - Familia Trygonorrhinidae Last, Séret & Naylor, 2016

      - Red Torpediniformes
        - Familia Hypnidae Gill, 1862
        - Familia Narcinidae Gill, 1862, tupke
        - Familia Narkidae Fowler, 1934
        - Familia Platyrhinidae Jordan, 1923
        - Familia Torpedinidae Henle, 1834, drhtuljke

    - Infrarazred Selachii
      - Nadred Galeomorphi
        - Red Carcharhiniformes
          - Familia Carcharhinidae Jordan & Evermann, 1896, kučci
          - Familia Galeocerdonidae Poey, 1875
          - Familia Hemigaleidae Hasse, 1878, morske lasice
          - Familia Leptochariidae Gray, 1851, dražesni mekaši
          - Familia Pentanchidae Smith, 1912
          - Familia Proscylliidae Fowler, 1941, morske mačke dobrohotke
          - Familia Pseudotriakidae Gill, 1893, pseudomekaši
          - Familia Scyliorhinidae Gill, 1862, morske mačke
          - Familia Sphyrnidae Bonaparte, 1840, mlatovi
          - Familia Triakidae Gray, 1851, mekaši

        - Red Heterodontiformes
          - Familia Heterodontidae Gray, 1851, morski psi rogonje

        - Red Lamniformes
          - Familia Alopiidae Bonaparte, 1835, psine lisice
          - Familia Carchariidae Müller & Henle, 1838
          - Familia Cetorhinidae Gill, 1861
          - Familia Lamnidae Bonaparte, 1835, psine
          - Familia Megachasmidae Taylor, Compagno & Struhsaker, 1983, golemousne psine
          - Familia Mitsukurinidae Jordan, 1898, zloduhe psine
          - Familia Odontaspididae Müller & Henle, 1839, psine zmijozube
          - Familia Pseudocarchariidae Taylor, Compagno & Struhsaker, 1983, krokodilske psine

        - Red Orectolobiformes
          - Familia Brachaeluridae Applegate, 1974, morski psi sljepaši
          - Familia Ginglymostomatidae Gill, 1862, šarkarice
          - Familia Hemiscylliidae Gill, 1862, bambuši
          - Familia Orectolobidae Gill, 1896, tepihari
          - Familia Parascylliidae Gill, 1862, koletari
          - Familia Rhincodontidae Müller & Henle, 1841, kitopsine
          - Familia Stegostomatidae Gill, 1862, zebrasti morski psi

      - Nadred Squalomorphi
        - Red Echinorhiniformes
          - Familia Echinorhinidae Gill, 1862, psi zvjezdaši

        - Red Hexanchiformes
          - Familia Chlamydoselachidae Garman, 1884, naborani morski psi
          - Familia Hexanchidae Gray, 1851, volonje

        - Red Pristiophoriformes
          - Familia Pristiophoridae Bleeker, 1859, pilani

        - Red Squaliformes
          - Familia Centrophoridae Bleeker, 1859
          - Familia Dalatiidae Gray, 1851
          - Familia Etmopteridae Fowler, 1934
          - Familia Oxynotidae Gill, 1863, psi prasci
          - Familia Somniosidae Jordan, 1888
          - Familia Squalidae de Blainville, 1816, kostelji

        - Red Squatiniformes
          - Familia Squatinidae de Blainville, 1816, sklatovi